# Saint-Jean-d'Aigues-Vives
Saint-Jean-d'Aigues-Vives é uma comuna francesa na região administrativa de Occitânia, no departamento de Ariège. Estende-se por uma área de 4,52 km². Em 2010 a comuna tinha 391 habitantes (densidade: 86,5 hab./km²).